# ハコネシロカネソウ
ハコネシロカネソウ（箱根白銀草、学名：Dichocarpum hakonense）は、キンポウゲ科シロカネソウ属の多年草。別名、イズシロカネソウ（伊豆白銀草）。

## 特徴
植物体全体に無毛で繊細である。根茎はやや太く短く、径2-3mm、長さ1-2.5cmになり、膜質の鱗片に密におおわれている。まれに匐枝を出す。茎は高さ5-20cmになり、直立する。ときに高さ30cmに達する。根出葉は1-4個あり、3出複葉で、頂小葉は広菱状卵形から広卵形で、長さ0.4-1.5cm、幅0.5-1.5cm、葉柄は長さ2-5cmになる。茎の中部につく葉は2個あって対生し、葉身は3出複葉で、頂小葉は広菱状倒卵形から広卵形で、長さ幅ともに0.5-1.7cm、縁は鈍頭のあらい鋸歯縁、基部はくさび形となり、葉脈はあまり目立たない。葉柄は基部で部分的に合着する。これによく似るツルシロカネソウの葉身の頂小葉は菱状卵形から卵形で、長さ1.5-3cm、幅1.2-2.4cm、縁は欠刻状鈍鋸歯縁となる。
花期は4-5月。茎先に径6-10mmの白色の花が単生するか2-3-個が集散花序につき、ふつう横向きにやや半開状に咲く。花柄は長さ1-2.5cmになり、小苞はふつう2個あって、5小葉状から3深裂した葉状の小苞が対生し、基部で合着する。花弁状の萼片は5個あり、楕円形で長さ4-8mm、幅2-4mmになり、背面はわずかに紫色をおびる。萼片の内側に小さな花弁が5個あり、花弁はＴ字状で、舷部は直立し、オレンジ色で径約0.5mmの楕円形-スプーン状となり、蜜腺があって蜜を分泌し、その柄は長さ1.5mmで黄白色になる。雄蕊は多数あり、長さ3-5mm、葯は白色で長さ0.5mm、花糸は上部でわずかに広がる。雌蕊は2個あり柱頭は頭状。果実は袋果で長さ0.5-0.9cmになり、基部で2個が合着して魚の尾状に水平に広がる。種子は径0.7-1mmの球形となり、褐色で、表面はほぼ平滑で光沢がある。
最初の花が終わると、花の下の葉腋から枝が伸びて、より小さな葉と花をつけ、8月頃まで咲き続ける。夏の花は春の花と比べ小さく、枝が伸びた姿は春のものと雰囲気を異にする。

## 分布と生育環境
日本固有種。本州の神奈川県と静岡県東部の箱根と伊豆半島に分布し、山地の落葉広葉樹林の湿った林床や林縁などに生育する。
この他、岐阜県の一部と愛知県の一部にも分布が確認されている。

## 名前の由来
種小名（種形容語） hakonense は、「箱根産の」の意味。
和名ハコネシロカネソウは、「箱根白銀草」の意で、発見された場所からきている。別名のイズシロカネソウは「伊豆白銀草」の意で、理由も同様である。

## 種の保全状況評価
準絶滅危惧（NT）（環境省レッドリスト）
（2017年、環境省）
- 2007年レッドリストまでは、絶滅危惧II類(VU)。

## ギャラリー

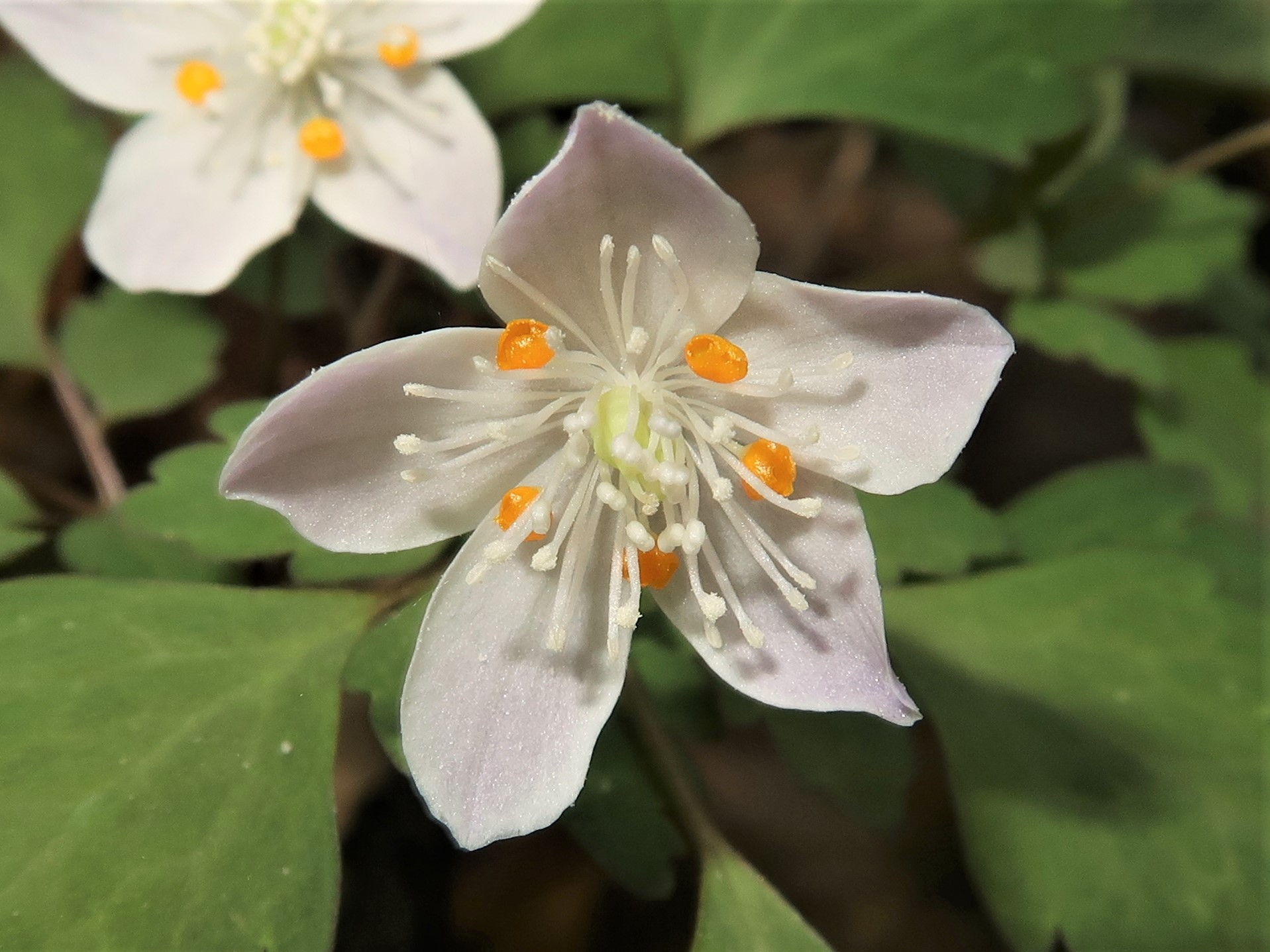
花弁状のものは萼片で、花弁は内側のオレンジ色のもの。
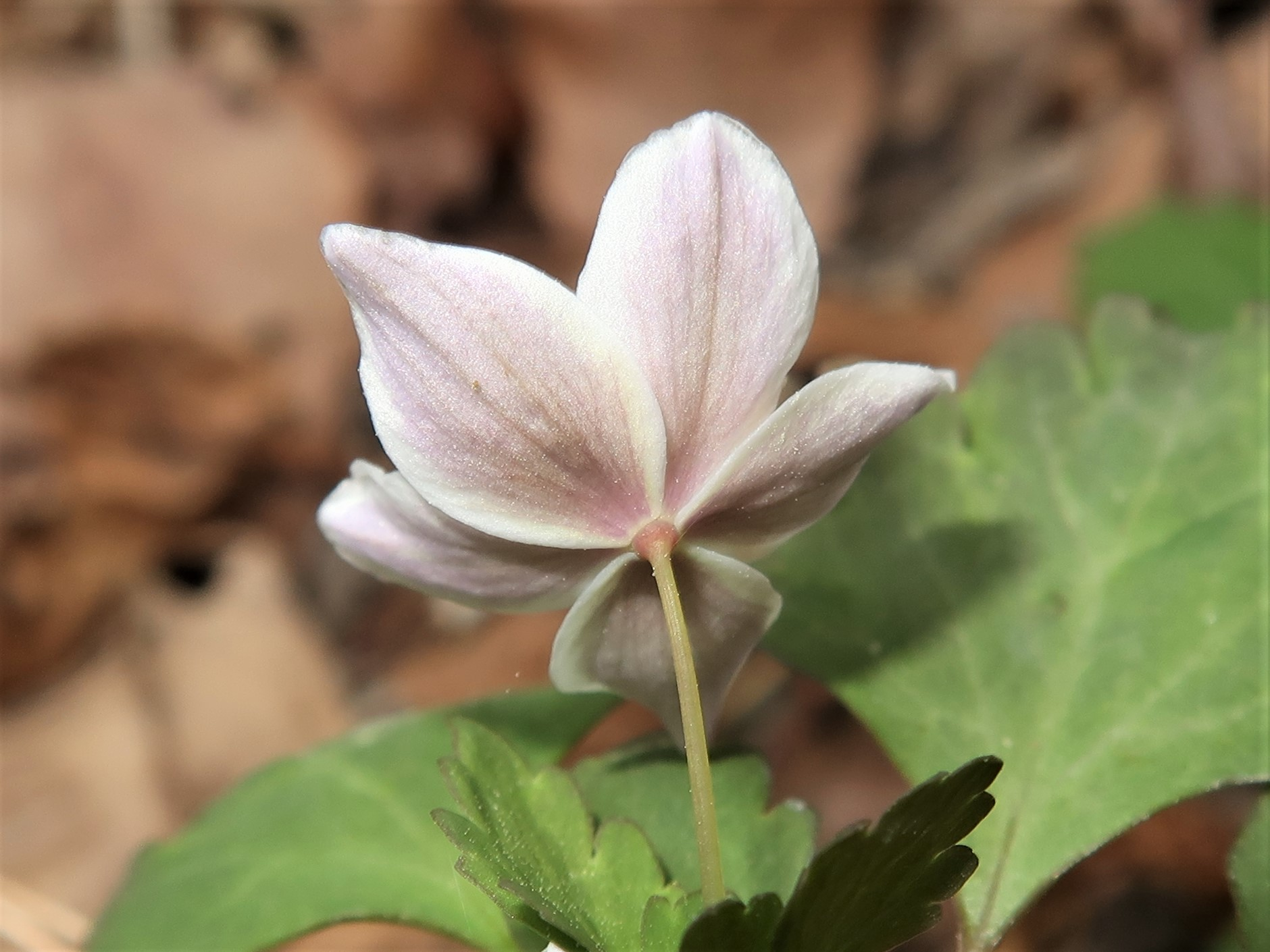
花弁状の萼片の背面は紫色をおびる。
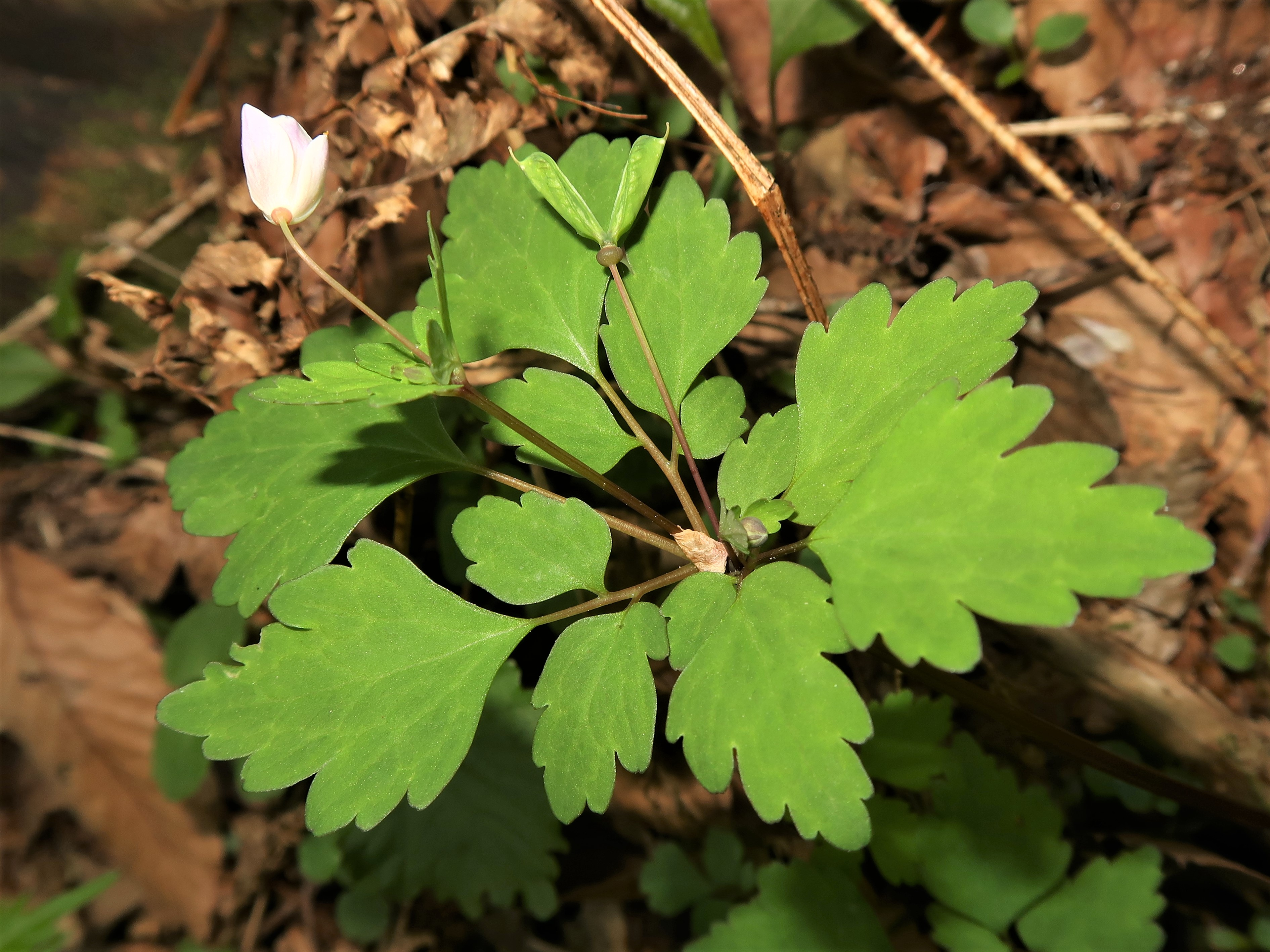
頂小葉は長さ幅ともに同じで、表面の葉脈は目立たない。中央上部に「魚の尾状」の果実が見える。
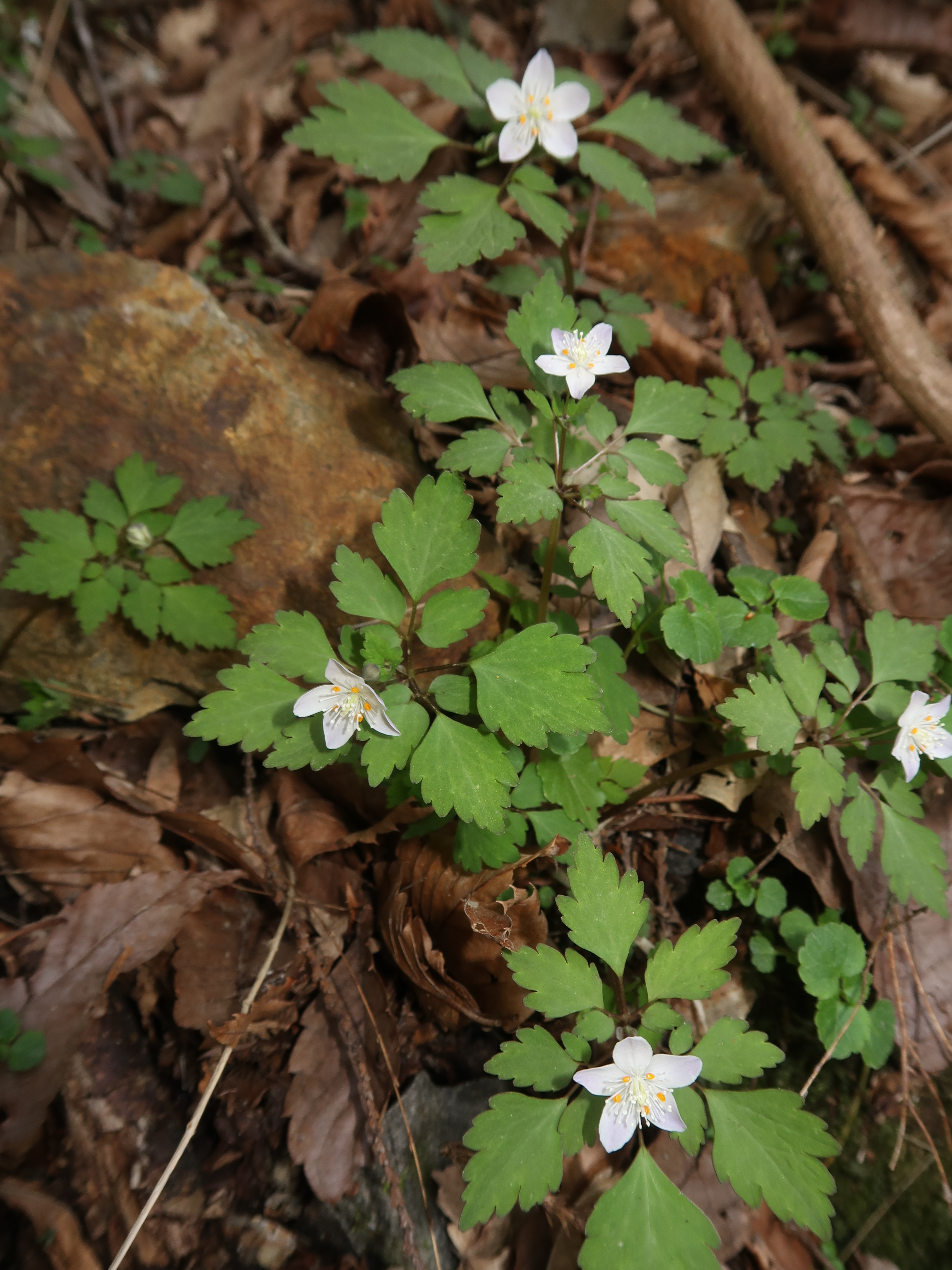
山地の沢のわきのやや湿った場所で。